# Nelson Crispín
Nelson Crispín Corzo (Bucaramanga, 10 de mayo de 1992) es un deportista colombiano que compite en natación adaptada. Ganó diez medallas en los Juegos Paralímpicos de Verano en los años 2016 y 2024.

## Palmarés internacional
| Juegos Paralímpicos | Juegos Paralímpicos     | Juegos Paralímpicos | Juegos Paralímpicos |
| Año                 | Lugar                   | Medalla             | Prueba              |
| ------------------- | ----------------------- | ------------------- | ------------------- |
| 2016                | Río de Janeiro (Brasil) | Medalla de plata    | 50 m libre S6       |
| 2016                | Río de Janeiro (Brasil) | Medalla de plata    | 100 m libre S6      |
| 2016                | Río de Janeiro (Brasil) | Medalla de plata    | 100 m braza SB6     |
| 2020                | Tokio (Japón)           | Medalla de oro      | 200 m estilos SM6   |
| 2020                | Tokio (Japón)           | Medalla de plata    | 100 m braza SB6     |
| 2020                | Tokio (Japón)           | Medalla de plata    | 100 m libres S6     |
| 2020                | Tokio (Japón)           | Medalla de bronce   | 50 m mariposa S6    |
| 2024                | París (Francia)         | Medalla de plata    | 50 m mariposa S6    |
| 2024                | París (Francia)         | Medalla de plata    | 100 m braza SB6     |
| 2024                | París (Francia)         | Medalla de plata    | 200 m estilos SM6   |